# Конкордат с нацистской Германией
Рейхсконкордат (нем. Reichskonkordat, Имперский конкордат) — договор (конкордат), заключённый 20 июля 1933 года между нацистской Германией и Святым Престолом и определявший статус Римско-католической церкви в Германии. Он действует по настоящее время, хотя вступает в определённые противоречия с послевоенным немецким законодательством.

## История

### Предпосылки
Исторически на юге Германии (в частности в Баварии) преобладало католичество. После Объединения Германии канцлер Бисмарк проводил антикатолическую политику, известную как Культуркампф. Она сопровождалась законодательными ограничениями и репрессиями, к концу 1870-х до четверти приходов лишились священников.
Заключение конкордатов с различными государствами было частью внешней политики папы Пия XI. Начиная с 1922 года было заключено несколько десятков соглашений, в том числе Латеранские соглашения 1929 года с фашистской Италией. В Веймарской республике Ватикан представлял нунций, а затем кардинал Эудженио Пачелли (будущий папа Пий XII), который добивался заключения конкордата, однако не достиг в этом успехов.
НСДАП пришла к власти в 1933 году в том числе и при поддержке католической Партии Центра, влиятельный представитель которой Франц фон Папен стал вице-канцлером в правительстве Гитлера. Гитлер, ставший канцлером 30 января, возобновил переговоры. Его целями было закрепить легитимность НСДАП и подавить политическую активность католических организаций. Выступая в рейхстаге 23 марта (в день получения фюрером чрезвычайных полномочий), Гитлер обещал соблюдать права христианских церквей как «важных элементов сохранения души немецкого народа».

### Заключение конкордата
Переговоры, которые вели фон Папен, Пачелли и бывший руководитель Партии Центра Людвиг Каас, прошли быстро и завершились подписанием соглашения 20 июля 1933 года. 10 сентября состоялась ратификация.
Согласно конкордату Германия декларировала свободу церкви в решении внутренних вопросов, предоставляла широкие возможности для католического образования, расширяла сферу применения церковного брака, позволяла священникам служить в государственных госпиталях, тюрьмах и схожих государственных учреждениях. В свою очередь, важной уступкой со стороны церкви был роспуск католических политических организаций и запрет священнослужителям вступать в такие организации. Партия Центра самораспустилась незадолго до подписания соглашения, что было предварительным условием заключения конкордата.
При этом многие католические деятели, в том числе вероятно Пий XI и Пачелли, понимали, что заключение конкордата являлось «сделкой с дьяволом», поскольку нацистская идеология была антиклерикальной по сути и противоречила принципам христианства. Тем не менее конкордат рассматривался как защитная мера в преддверии будущих репрессий и меньшее зло по сравнению с временами Культуркампфа.
Подписание конкордата не повлияло на проведение нацистами политики, прямо нарушавшей договорённости. 14 июля был принят «Закон о предотвращении рождения потомства с наследственными заболеваниями», предусматривавший принудительную стерилизацию людей с наследственными заболеваниями и вызвавший возмущение церкви. Позднее нацисты репрессировали множество священников и католических общественных деятелей, закрыли множество организаций и журналов. 10 марта 1937 года Пий XI, окончательно утративший иллюзии относительно природы нацистского режима, опубликовал энциклику Mit brennender Sorge, критиковавшую нацизм.

### Последующая эволюция
Конкордат остаётся в силе до настоящего момента, однако некоторые его положения фактически не применяются, так как противоречат законодательству Германии и/или морально устарели. Так, статьи, касающиеся католических школ, утратили актуальность, поскольку вопросы школьного образования находятся в ведении федеральных земель. Статья 26, касавшаяся церковного брака, не применяется, поскольку немецкое законодательство в настоящее время отменило ограничения на заключение церковного брака. Не применяется закреплённый в статье 29 принцип, согласно которому возможность использовать в религиозных организациях в Германии родного языка католиков, не являющихся этническими немцами, ставится в зависимость от наличия аналогичных прав у этнических немцев в соответствующем государстве. Условие отделения церкви от любой политической деятельности также устарело.